# President William Taft (konstverk)
William Howard Taft är en oljemålning av Anders Zorn från 1911, föreställande den amerikanske presidenten William Howard Taft. Zorn målade porträttet i Blue Room i Vita huset, där konstverket hänger än idag. Han utförde även en etsning efter målningen William Howard Taft. Den etsningen är dock spegelvänd mot målningen. Etsningen utfördes i Zorns ateljé i Sverige